# Tamajón
Tamajón est une commune d'Espagne de la province de Guadalajara dans la communauté autonome de Castille-La Manche.

## Géographie
- La grotte de Gorgocil